# Chartreuse de Gorgone
La chartreuse Saints-Marie-et-Gorgon est un ancien monastère chartreux situé sur l'Île de Gorgone, province de Livourne, en Italie.

## Histoire
Le site connait une occupation monastique dès le IVe siècle. Le monastère de Sainte Marie et Saint Gorgon est construit vers le Ve siècle par des ermites suivant la règle cénobitique de Pacôme le Grand. Au VIe siècle, s'y trouve une abbaye bénédictine. Le monastère est détruit par les Sarrasins au IXe siècle et atteint sa splendeur maximale à partir du milieu du XIe siècle après la reconstruction par les bénédictins. Les sarrasins ravageant l'île, les bénédictins fuient l'île en 1360.
Catherine de Sienne, étant à Pise, visite l'île. Sur ses conseils, le monastère de Gorgone est confié à l'ordre des Chartreux par une bulle de 1373 du pape Grégoire XI et érigée en prieuré par le chapitre général en 1373. Le prieur de la nouvelle chartreuse a droit au titre d'abbé. Les religieux commencent à cultiver l'île et la rendre habitable.
Elle est dès sa fondation en rapport avec Catherine de Sienne et connait la prospérité spirituelle. Il n’en va pas de même pour le matériel, du fait des incursions incessantes des pirates barbaresques, en 1382, 1384, 1420 et 1423 avec un siège en règle.
Les invasions et le harcèlement répété des corsaires forcent les chartreux de Gorgone, comme les camaldules de Montecristo, à abandonner ce couvent. En 1424, l'archevêque de Pise, Giuliano Ricci, leur donne un nouveau domicile au monastère de San Donnino, hors de Pise, jusqu'à ce qu'ils soient réunis à la chartreuse de Pise, par un bref du pape Martin V, en 1426, et leurs possessions territoriales de l'île placées sous la haute domination de la république de Pise. Les biens servent à doter la chartreuse de Pise, en 1482.
Au XVe siècle, l'île devient la propriété de Giovanni Gambacorti, seigneur de Pise. Cosme Ier de Toscane cède l'île de Gorgone aux moines basiliens en usufruit à condition qu'ils s'engagent à la défendre contre les Turcs.
Lorsque le pape Léon X donne l'île de la Gorgone à la république de Florence, en 1513, il est spécifié qu'une reconnaissance annuelle serait payée aux chartreux de Pise, pour leur domaine direct.
En 1705, le grand-duc Cosme III, accorde à la chartreuse de Pise le pouvoir de revenir à la jouissance des terres qu'elles possédaient autrefois sur l'île. Les chartreux reprennent possession de l'île et conclu un nouvel accord avec le Grand-Duc de Toscane pour reconstruire le couvent qui a été détruit par les raids musulmans et abandonné, juste au-dessus de la Calla dello Scalo. La chartreuse de Pise entreprend la mise en valeur des terres ; des dissensions avec les habitants l’amène à les vendre en 1776.
Vers 1800, l'ancien couvent des chartreux est complètement rasé pour construire les bâtiments d'une colonie agricole pénale. Depuis 1869, Gorgone devient une colonie pénitentiaire agricole, et seule reste de l'ancienne chartreuse la petite église.
Aujourd'hui, le village du XVIIe siècle conserve la structure typique des entrepôts chartreux.

## Moines
- Barthélemy, de Ravenna ou Serafini (†1413), Il fait partie des familiers de sainte Catherine de Sienne, franciscain et visiteur de son Ordre avant de faire profession à la chartreuse de Bologne. En 1375, il est nommé protoprieur de Gorgone et, en 1386, visiteur de la province de Toscane. En 1392, il est envoyé en France comme légat pontifical auprès de Charles VI. Protoprieur de Pavie en 1397, il est déposé en 1409

- Leonardo de Avona, moine camaldule voulait se faire chartreux à la chartreuse de Gorgone. Avec les chartreux de cette maison, il fut fait prisonnier par les pirates et libéré avec eux en 1424. Il demanda à son général Dom Ambroise Traversari de passer aux chartreux et essuya un refus.

## Patrimoine
- Eglise Santa-Maria-della-Chiappella à Rogliano, en Corse, donnée au monastère de la Gorgone en 1113. En 1445, elle passe sous la juridiction de la Chartreuse de Pise[6].
- Eglise San Nicolao de Tomino, avec ses dîmes et ses dépendances ; donnée en 1115, par Ildebrandus, évêque de Mariana[7].
- Chapelle Santa Maria Assunta à Furiani  appartenait au monastère de la Gorgone à la suite d'un don de Pierre, évêque de Mariana, en 1150[8].
- Pieve de Luri
- Pieve de Canari